# Xenosia
Xenosia là một chi thực vật có hoa của họ Lan.